# Ctenopharyngodon idella

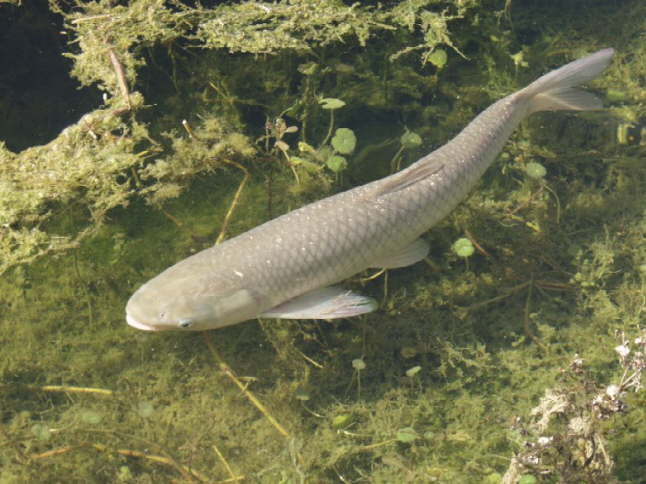
Ctenopharyngodon idella

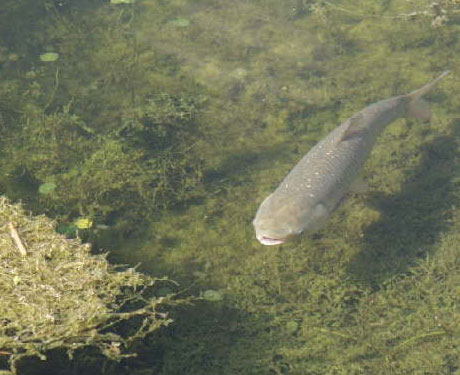
Exemplar fotografiat a Florida

Ctenopharyngodon idella és una espècie de peix cipriniforme de la família dels ciprínids.

## Morfologia
- Els mascles poden assolir 150 cm de longitud total[2] i 45 kg de pes.[3][4]

## Alimentació
Menja plantes aquàtiques, detritus, insectes i d'altres invertebrats.

## Depredadors
És depredat per Channa argus warpachowskii, Elopichthys bambusa, Luciobrama typus, Esox lucius, Stizostedion lucioperca, Siniperca chuatsi, Silurus asotus, Micropterus salmoides, Ardeola schistaceus, Sinonatrix piscator i Enhydris chinensis.

## Hàbitat
És un peix d'aigua dolça i de clima subtropical.

## Distribució geogràfica
Es troba a Àsia: des de la Xina fins a la Sibèria oriental (conca del riu Amur), tot i que ha estat introduït arreu del món.

## Ús gastronòmic
És venut fresc i es menja al vapor, fregit, rostit o enfornat.

## Observacions
És considerat una plaga a la majoria dels països a causa dels danys que provoca a la vegetació submergida.